# Pascale Petit (actriz)
Anne-Marie Petit (París, 27 de febrero de 1938), conocida artísticamente como Pascale Petit, es una actriz cinematográfica y televisiva francesa.

## Trayectoria artística
Petit debutó en el cine francés en 1957 con Les sorcières de Salem. Entre los títulos que interpretó en esta primera época puede destacarse Les tricheurs (1958), de Marcel Carné. En las dos décadas siguientes sería una presencia habitual también en el cine italiano y alemán, con títulos como Una reina para el césar (1962), Persecución a un espía (1965), Oeste sin fronteras (1968), El mercenario (1968), Boccaccio (1972) y en diversas coproducciones. En los 80 y 90 trabajó en producciones televisivas, totalizando hasta 2001 unos 55 títulos entre cine y televisión.

## Vida conyugal
Petit contrajo matrimonio con el actor belga Giani Esposito (1930-1974). La pareja tuvo una hija, Douchka Bogidarka Esposito, nacida el 26 de junio de 1966.
 Se divorciaron en 1969.

## Filmografía parcial
Cine
- Les sorcières de Salem (1957)
- Une vie (1958)
- Les tricheurs, de Marcel Carné (1958)
- Débiles mujeres (1959)
- Une fille pour l'été (1960)
- L'affaire d'une nuit (1960)
- Lettere di una novizia (1960)
- Les démons de minuit (1961)
- Un branco di vigliacchi (1962)
- La croix des vivants (1962)
- Una reina para el César (1962)
- Persecución a un espía (1965)
- Susanne, die Wirtin von der Lahn (1967)
- Las chicas de la estrella roja (1967)
- Fast ein Held (1967)
- Oeste sin fronteras (Joe...cercati un posto per morire), de Giuliano Carnimeo (1968)
- El mercenario (1968)
- Die Weibchen (1970)
- Chronique d'un couple (1971)
- Boccaccio, de Bruno Corbucci (1972)
- Quante volte...quella notte (1972)
- Küçük kovboy (1973)
- Le dolci zie (1975)
- Sezona mira u Parizu (1981)
- A strange Love Affair (1985)
- Der Angriff (1988)
- Sans défense (1989)
- Ville à vendre (1992)

Televisión
- Berlin Affair (1970)
- Christine (1975)
- Dernier banco (1984)
- Catherine (1986)
- La liberté Stéphanie (1987)
- Cinéma 16 (1987)
- Paparoff (1988-1991)
- Mademoiselle Ardel (1990)
- Riviera (1991)
- La nouvelle tribu (1996)
- Sous le soleil (2001)